# Jacques Parizeau
Jacques Parizeau (ur. 9 sierpnia 1930 w Montrealu, zm. 1 czerwca 2015 tamże) – kanadyjski polityk i ekonomista, premier prowincji Quebec z ramienia Partii Quebecu.

## Życiorys
Studiował ekonomię. Doktoryzował się w szkole ekonomicznej London School of Economics w Londynie. Był wyznawcą teorii ekonomicznych Keynesa. W latach sześćdziesiątych był najbardziej prominentnym i wpływowym ekonomistą w Quebecu. Będąc doradcą ekonomicznym rządu prowincjonalnego Quebecu miał olbrzymi wpływ na kształt i realizację cichej rewolucji. W szczególności był zwolennikiem nacjonalizacji energetyki i górnictwa azbestu. Był także autorem koncepcji prowincjonalnego systemu emerytalnego (Quebec Pension Plan).
Mimo swego mieszanego małżeństwa (żoną jego była Alicja Poznańska, emigrantka z Polski o żydowskim pochodzeniu) Parizeau skierował się w stronę zdecydowanego nacjonalizmu frankofońskiego. W 1969 dołączył do Partii Quebecu. Po zwycięstwie wyborczym PQ w 1976 wszedł do rządu René Lévesque'a jako minister finansów. Parizeau grał aktywną rolę w referendum na temat niepodległości Quebecu, a w 1980 aktywnie popierał wprowadzenie restrykcyjnej karty języka francuskiego w Quebecu. W 1984 w związku z łagodzeniem stanowiska lidera partii, René Lévesque'a, w kwestii niepodległości, zerwał z nim, opuścił rząd i chwilowo wycofał się z czynnego życia politycznego. Do partii powrócił w 1987, pokonując w 1988 w wyborach na przewodniczącego partii następcę René Lévesque'a – Pierre'a-Marca Johnsona. Wraz z objęciem kierownictwa partii dokonał w jej polityce zwrotu w kierunku radykalnego secesjonizmu. W wyborach parlamentarnych w 1989 partia Parizeau nie odniosła spodziewanego sukcesu zdobywając zaledwie 29 mandatów (ze 125). W kolejnych wyborach, w nowej już sytuacji odniosła znaczny sukces zdobywając bezwzględną większość z 77 mandatami. Jednym z naczelnych punktów programu partii było osiągnięcie politycznej niezależności w przeciągu kilku lat. W związku z tymi planami rozpoczęto naciski w kierunku urządzenia kolejnego referendum. Partnerem Parizeau na poziomie federalnym był lider Bloku Quebecu Lucien Bouchard. Bardziej ostrożna i konserwatywna polityka Boucharda spowodowała, że rola Parizeau w przygotowaniach do referendum była kluczowa i to właśnie jego postać zaczęto identyfikować z radykalnym nacjonalizmem frankofońskim.
Referendum w 1995, podobnie jak i poprzednie, zostało przegrane przez secesjonistów, tym razem jednak bardzo niewielkim stosunkiem głosów. Na konferencji prasowej podsumowującej rezultat wyraźnie podirytowany Parizeau wygłosił swoje słynne zdanie, w którym stwierdzał, że referendum zostało przegrane dzięki "pieniądzom i głosom etnicznym" (Par l'argent puis des votes ethniques). Miał tu na myśli kapitał (wielki przemysł był przeciwny secesji obawiając się odcięcia od rynku kanadyjskiego) oraz głosów niedawnych emigrantów (także i Indian), którzy w przeważającej ilości byli prokanadyjscy. Stwierdzenie, choć zasadniczo prawdziwe, zostało odebrane jako skrajnie politycznie niepoprawne i wywołało oburzenie tak w Quebecu jak i reszcie Kanady. Na drugi dzień po słynnych wydarzeniach Parizeau ogłosił decyzję odejścia z życia politycznego. Decyzja przez nieprzyjazne mu media została odebrana jako przyznanie się do błędów, choć on sam twierdził, że brak poparcia w referendum zakończyło jego polityczną misję. Na stanowisku szefa partii i premiera zastąpił go Lucien Bouchard. Parizeau, choć nieuczestniczący w polityce, wielokrotnie krytykował swego następcę za odejście od niepodległościowych pryncypiów. W życiu prywatnym Parizeau zajął się produkcją wina, będąc właścicielem winnicy we Francji i farmy w Kanadzie, na przedmieściach Montrealu.